# Ligne S3 du métro de Nankin
 (décembre 2021).
Si vous disposez d'ouvrages ou d'articles de référence ou si vous connaissez des sites web de qualité traitant du thème abordé ici, merci de compléter l'article en donnant les références utiles à sa vérifiabilité et en les liant à la section « Notes et références ».
La ligne S3 du métro de Nankin(chinois traditionnel : 寧和城際軌道交通 ; chinois simplifié : 宁和城际轨道交通) est la huitième ligne du métro de Nankin. C'est une ligne est nord-ouest sud qui relie le district de Yuhuatai avec le district de Pukou à l'ouest sud, elle est inaugurée le 6 décembre 2017. De Gare de Nankin-Sud à Nouvelle ville de l'Aéroport Jiangning, la ligne comporte 19 stations et 36,26 km en longueur.

## Histoire
| Section            | Section     | Date d'ouverture | Longueur km | Stations |
| ------------------ | ----------- | ---------------- | ----------- | -------- |
| Gare de Nankin-Sud | Gaojiachong | 6 décembre 2017  | 36.26       | 19       |

## Caractéristiques

### Liste des stations
| Services                       | Nom de station            | Nom de station | Nom de station                     | Connexions                              | Positionne à |
| Services                       | Français                  | Chinois        | Anglais                            | Connexions                              | Positionne à |
| ------------------------------ | ------------------------- | -------------- | ---------------------------------- | --------------------------------------- | ------------ |
| Prolongement Nord (en projet)  |                           |                |                                    |                                         |              |
| Voie mère (en service)         |                           |                |                                    |                                         |              |
| S3-1                           | Gare de Nankin-Sud        | 南京南站       | Nanjing South Railway Station      | Ligne1・Ligne3・Ligne6 Ligne18・LigneS1 |              |
| S3-2                           | Jingmingjiayuan           | 景明佳園       | Jingmingjiayuan                    |                                         |              |
| S3-3                           | Tiexinqiao                | 鐵心橋         | Tiexinqiao                         |                                         |              |
| S3-4                           | Rue Chunjiang             | 春江路         | Chunjianglu (Chunjiang Road)       |                                         |              |
| S3-5                           | Jiaxi                     | 賈西           | Jiaxi                              |                                         |              |
| S3-6                           | Youfangqiao               | 油坊橋         | Youfangqiao                        | Ligne2・Ligne8                          |              |
| S3-7                           | Rue Yongchu               | 永初路         | Yongchulu (Yongchu Road)           | Ligne7                                  |              |
| S3-8                           | Boulevard Pingliang       | 平良大街       | Pingliangdajie (Pingliang Avenue)  | Tramway Hexi                            |              |
| S3-9                           | Rue Wuhou                 | 吳侯街         | Wuhoujie (Wuhou Street)            | Tramway Hexi                            |              |
| S3-10                          | Rue Gaomiao               | 髙廟街         | Gaomiaojie (Gaomiao Road)          |                                         |              |
| S3-11                          | Tianbao                   | 天保           | Tianbao                            |                                         |              |
| S3-12                          | Liucun                    | 劉村           | Liucun                             | Ligne9                                  |              |
| S3-13                          | Maluowei                  | 馬騾圩         | Maluowei                           | Ligne11                                 |              |
| S3-14                          | Lanhuatang                | 蘭花塘         | Lanhuatang                         |                                         |              |
| S3-15                          | Shuanglong                | 雙壠           | Shuanglong                         |                                         |              |
| S3-16                          | Rivière Shiji             | 石磧河         | Shiqihe                            |                                         |              |
| S3-17                          | Ville nouvelle du Qiaolin | 橋林新城       | Qiaolinxincheng (Qiaolin New Town) |                                         |              |
| S3-18                          | Linshan                   | 林山           | Linshan                            |                                         |              |
| S3-19                          | Gaojiachong               | 髙家沖         | Gaojiachong                        |                                         |              |
| Prolongement Ouest (en projet) |                           |                |                                    |                                         |              |
| S3-20                          | Wujiang                   | 烏江           | Wujiang                            |                                         |              |
| S3-21                          | Songqiao                  | 宋橋           | Songqiao                           |                                         |              |
| S3-22                          | Rue Haifeng               | 海峰路         | Hailing Road                       |                                         |              |
| S3-23                          |                           | 綜保區         |                                    |                                         |              |
| S3-24                          | Rue Zhenhuai              | 鎭淮路         | Zhenhuai Road                      |                                         |              |
| S3-25                          | Gare de Ma'anshan-Ouest   | 馬鞍山西站     | Ma'anshan West Station             |                                         |              |
| S3-26                          | Xiliangshan               | 西梁山         | Xiliangshan                        |                                         |              |